# بيتر الثاني من كورتيناي
بيتر/بيير (بالفرنسية: Pierre II de Courtenay)‏ (توفي. 1217) كان إمبراطور القسطنطينية اللاتينية من 1216 حتى 1217.

## السيرة الذاتية
بيتر الثاني هو ابن بيير الأول من كورتيناي (توفي 1183) الابن الاصغر لـ لويس السادس ملك فرنسا وزوجته الثانية أديلايد دي موريين،  وإما والدته إليزابيث تعتبر ابنة رينو دي كورتيناي ابن شقيق جوسلين الأول كونت الرها. 
بيير تزوج أولا من أغنيس الأولى حصل على ثلاثة أقاليم هي نيفير، أوكسار وتونير وبعد وفاتها تزوج من يولاندا من فلاندرز هي شقيقة بالدوين الأول وهنري الذين كانوا إمبراطور الأول والثاني لـ الإمبراطورية القسطنطينية اللاتينية، بيير رافق ابن عمه الملك فيليب أوغسطس إلي الحملة الصليبية في 1190 وبعد رجوعه وجد زوجته الأولي قد توفيت، وأيضا قاتل بجانب شقيقه روبرت في الحملة الصليبية على الكثار في 1209، وأيضا في 1211 شارك في حصار لافور، وأيضا كان حاضراً في معركة بوفين أثناء 1214. 
عندما توفي نسيبه الإمبراطور هنري دون أبناء في 1216، تم اختيار كخليفته بعد رفض صهره أندراس الثاني ملك المجر، كان لديه جيش صغير عندما غادر مقر إقامته في قصر دي درويس بـ فرنسا، ذهب الإمبراطور إلي روما، وتوج في كنيسة خارج الأسوار بعد موافقة من قبل البابا هونريوس الثالث في 9 أبريل 1217، وأيضا استطاع استعارة بعض السفن من البنادقة، واعداً لهم في إرجاع إلى دورازو إليهم، إلا أنهم فشلوا في فك الحصار عنها، وبذلك سعى على جعل طريقه إلى القسطنطينية عن طريق البر، وأثناء رحلته تم أسره من قبل أمير إبيروس تيودور كومنينيوس دوكاس الذي سجنه لمدة سنتين، وتوفي هناك ربما عن طريق القتل، بيير بالتالي لم يحكم إمبراطوريته ومع ذلك استطعت زوجته يولاندا الوصول إلى القسطنطينية، وحكمت كـ وصية أثناء فترة غيابه، ثم على أبنائها حتى وفاتها في 1219، اثنين من أبنائه روبرت وبالدوين أصبحوا أباطرة لـ الإمبراطورية اللاتينية في المستقبل.

## الأسرة
من زوجته الأولى أغنيس الأولى، كونتيسة نيفير؛ كان لديهم ابنة واحدة ماتيلدا الأولى، كونتيسة نيفير.
ومن زوجته الثانية يولاندا دي فلاندرز؛ كان لديهم 11 ابناً تقربياً:-
- فيليب (توفي. 1226)، أصبح ماركيز نامور، تنازل عن حقه في عرش الإمبراطورية اللاتينية.
- روبرت (توفي. 1228)، أصبح إمبراطور القسطنطينية اللاتينية.
- هنري (توفي. 1229)، أصبح ماركيز نامور، خلف شقيقه.
- بالدوين الثاني من القسطنطينية (توفي. 1273)
- مارغريت، ماركيزة نامور، تزوجت من راؤول دي إيسودون ثم هنري، كونت فياندن.
- إليزابيث تزوجت من والتر، كونت بار ثم إيودس، سير مونتاجو.
- ابنة لم يذكر اسمها، تزوجت من تسار بوريل من بلغاريا.
- يولاندا دي كورتيناي تزوجت من أندراس الثاني ملك المجر.
- إليانور تزوجت من فيليب مونتفورت لورد صور.
- ماري دي كورتيناي تزوجت من تيودور الأول لاسكاريس، إمبراطور نيقية.
- أغنيس، الذي تزوج جيفري الثاني فيلهاردوان ، أمير أخايا.

أيضا كان لديه ابن غير شرعي:-
- جيفري، ماركيز لافور (توفي. 1229).